# Maud Green
Maud Green Lady Parr (Northamptonshire, 6 aprile 1490/92 – 1º dicembre 1531) è stata una nobildonna inglese.
Era la madre di Catherine Parr, sesta moglie di re Enrico VIII d'Inghilterra . Fu un'amica intima e dama di compagnia di Caterina d'Aragona . Fu anche coerede di suo padre, Sir Thomas Green di Green's Norton nel Northamptonshire, insieme a sua sorella, Anne Parr, Lady Vaux.

## Biografia
Maud nacque il 6 aprile del 1490 o del 1492 nella contea di Northamptonshire, come figlia di Sir Thomas Green, di Boughton e Greens Norton, e di sua moglie Joan Fogge.

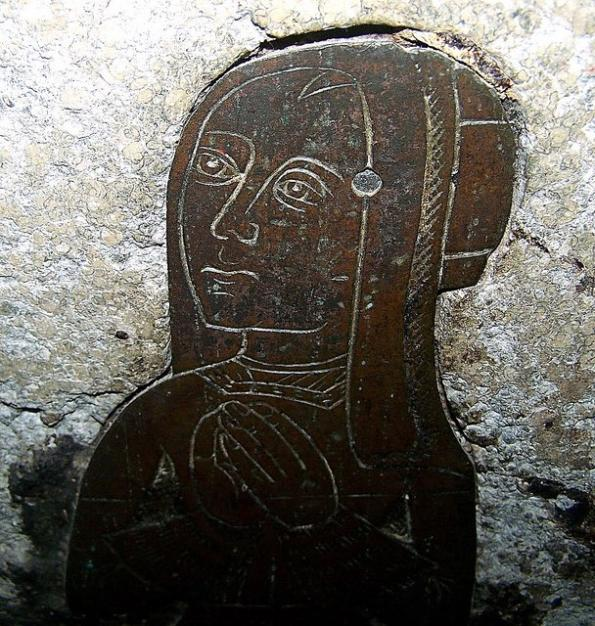
Sua madre Joan Fogge.
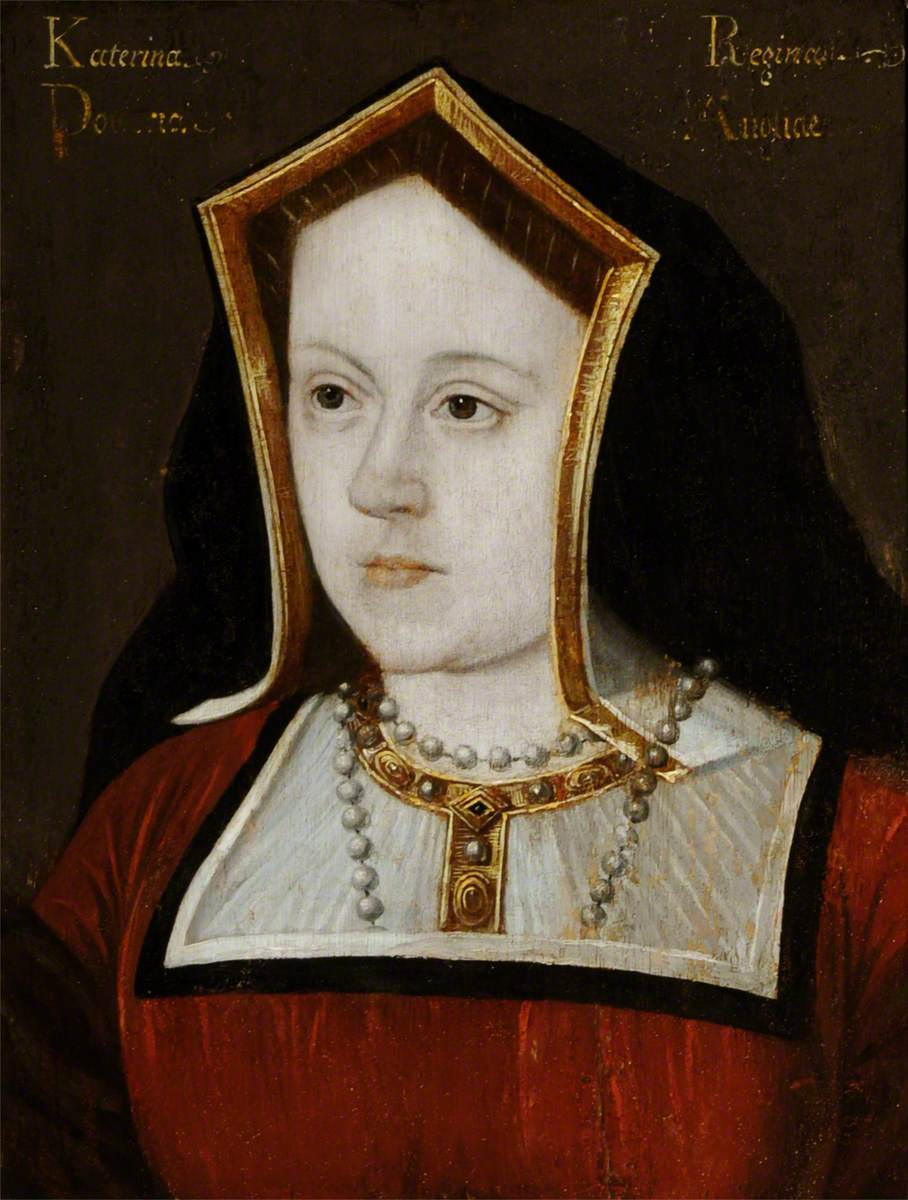
Caterina d'Aragona, per la quale Maud fu dama di compagnia.
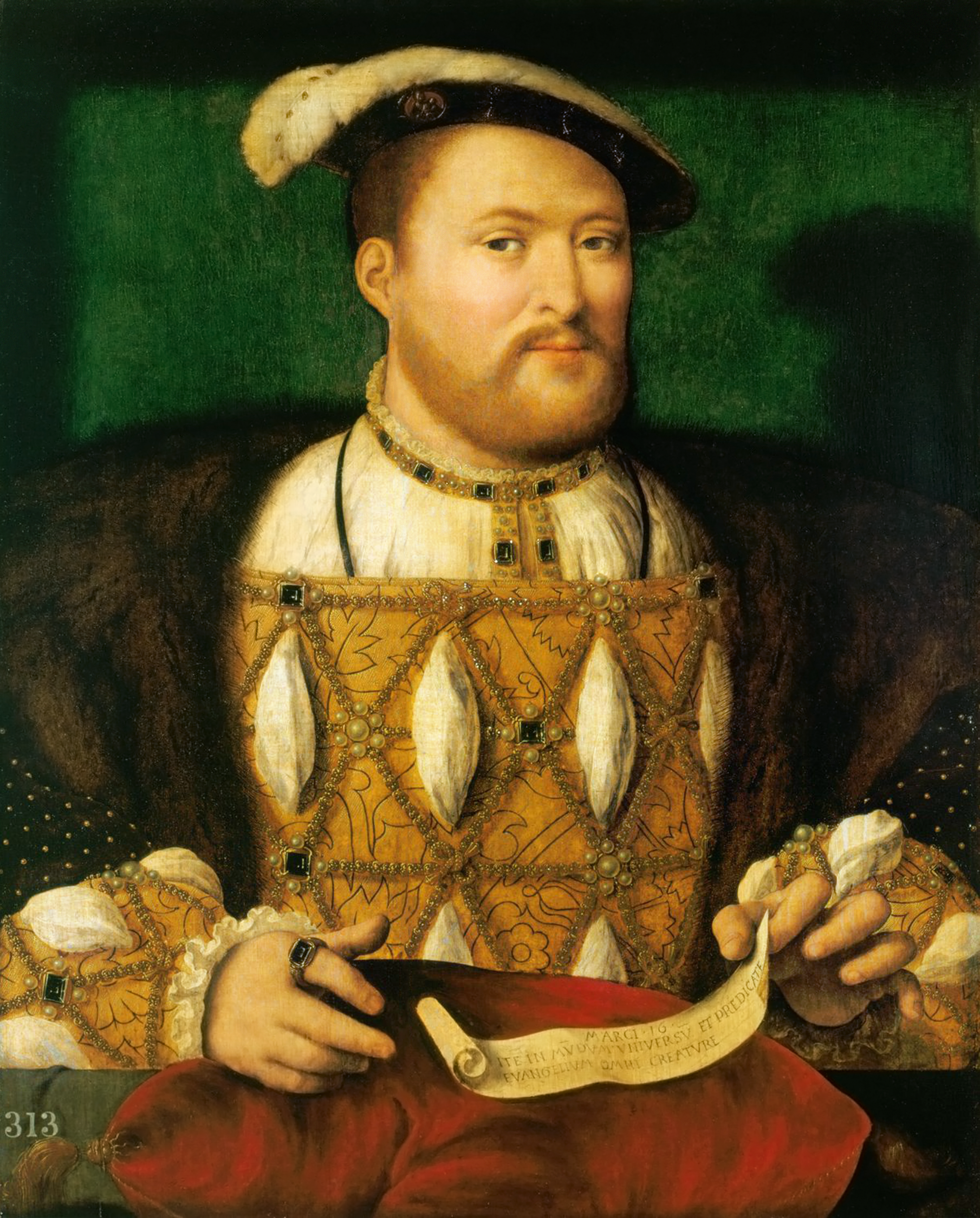
Enrico VIII, marito di Caterina d'Aragona e futuro marito della figlia di Maud.

Sua madre Joan Fogge morì quando Maud era ancora piccola. Lei poi divenne dama di compagnia della regina inglese Caterina d'Aragona, prima moglie di Enrico VIII, in una data seguente all'11 giugno 1509. Era in costante servizio presso la Regina e le venivano assegnate permanentemente alcune stanze a Corte. Si pensa che lei abbia dato a sua figlia il nome di Caterina, la quale diventerà sesta moglie di Enrico VIII, in onore della regina Caterina d'Aragona, di cui lei era stata dama di compagnia, che fu anche madrina della bambina.

## Istruzione
Maud era una donna intelligente e istruita; sapeva parlare bene il francese ed era descritta dai suoi coetanei come un'insegnante eccellente. 

## Matrimonio
Nel 1508 Maud sposò Sir Thomas Parr, il figlio maggiore di Sir William Parr ed Elizabeth FitzHugh, il quale fu sceriffo del Northamptonshire, maestro dei quartieri e controllore del re. Maud e Thomas ebbero tre figli sopravvissuti. Sebbene Thomas Parr avesse ereditato proprietà nel nord dell'Inghilterra, tra cui il castello di Kendal nella contea di Westmorland, i Parr risiedevano a Parr House, situata sulla Strand a Londra . Quando Thomas ereditò il castello di Kendal, questo necessitava di riparazioni e alla fine cadde in rovina. Parr e sua moglie erano cortigiani e mantenevano i contatti con la corte. Thomas Parr morì di malattia del sudore l'11 novembre del 1517, lasciando Maud vedova a 27 o 25 anni. Lei scelse di non risposarsi per paura di mettere in pericolo la ricca eredità che aveva lasciato in custodia per i suoi figli. Supervisionò attentamente l'educazione dei suoi figli e organizzò con cura i loro matrimoni. 

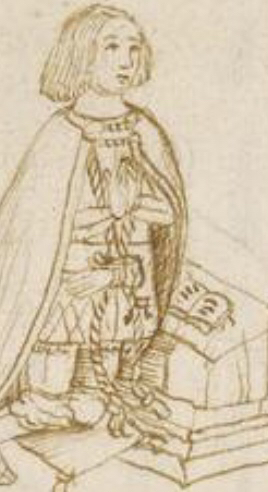
Suo marito Thomas Parr.

## Discendenza
Appena prima della nascita di Caterina, Maud diede alla luce un figlio. Il nome del bambino è andato perduto perché morì poco dopo la nascita. Dopo la nascita della loro terza figlia, Anne, Maud rimase un'altra volta incinta intorno al 1517, lo stesso anno della morte di suo marito. Però, non esiste alcuna menzione successiva del bambino, quindi è probabile che si sia trattato di un aborto spontaneo, di una nascita morta o di una morte nella prima infanzia. 
I figli sopravvissuti di Maud furono:
- Caterina Parr (1512 – 5 settembre 1548) che si sposò quattro volte ma ebbe solo una figlia:

- - Sir Edward Burgh, nel 1529 a Gainsborough, Lincolnshire, Inghilterra.
  - John Neville, 3° barone Latimer, nell'estate del 1534 a Londra, Middlesex, Inghilterra.
  - Re Enrico VIII, il 12 luglio 1543 a Hampton Court Palace nella stanza privata della regina.
  - Thomas Seymour, 1° barone Seymour di Sudeley, durante la tarda primavera del 1547 ed ebbe la sua unica figlia: Mary.

- William Parr, I marchese di Northampton e I conte di Essex (1513 – 28 ottobre 1571), si sposò tre volte, ma non ebbe figli:

- - Anne Bourchier, settima baronessa Bourchier nel 1527.
  - Elisabetta Brooke
  - Helena Snakenborg

- Anne Parr, contessa di Pembroke (15 giugno 1515 – 20 febbraio 1552), sposò una sola volte nel 1538 William Herbert, I conte di Pembroke, dal quale ebbe due figli e una figlia: Henry Herbert, II conte di Pembroke (circa 1539), Sir Edward Herbert (1547–1595) e Lady Anne Herbert (1550–1592).

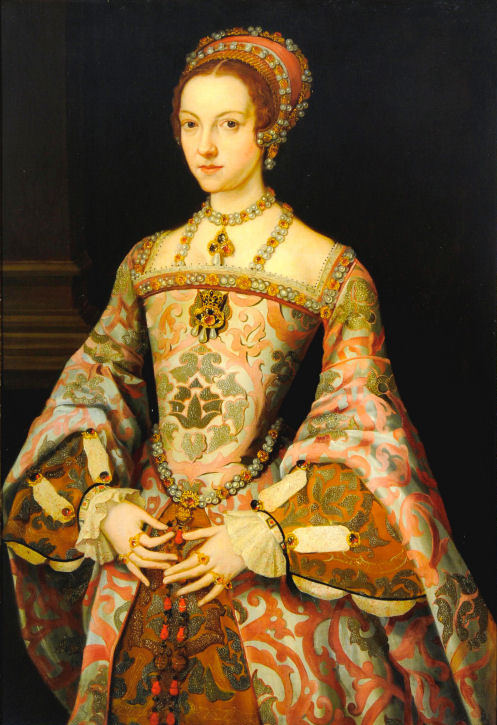
La regina Caterina Parr, sesta moglie di Enrico VIII
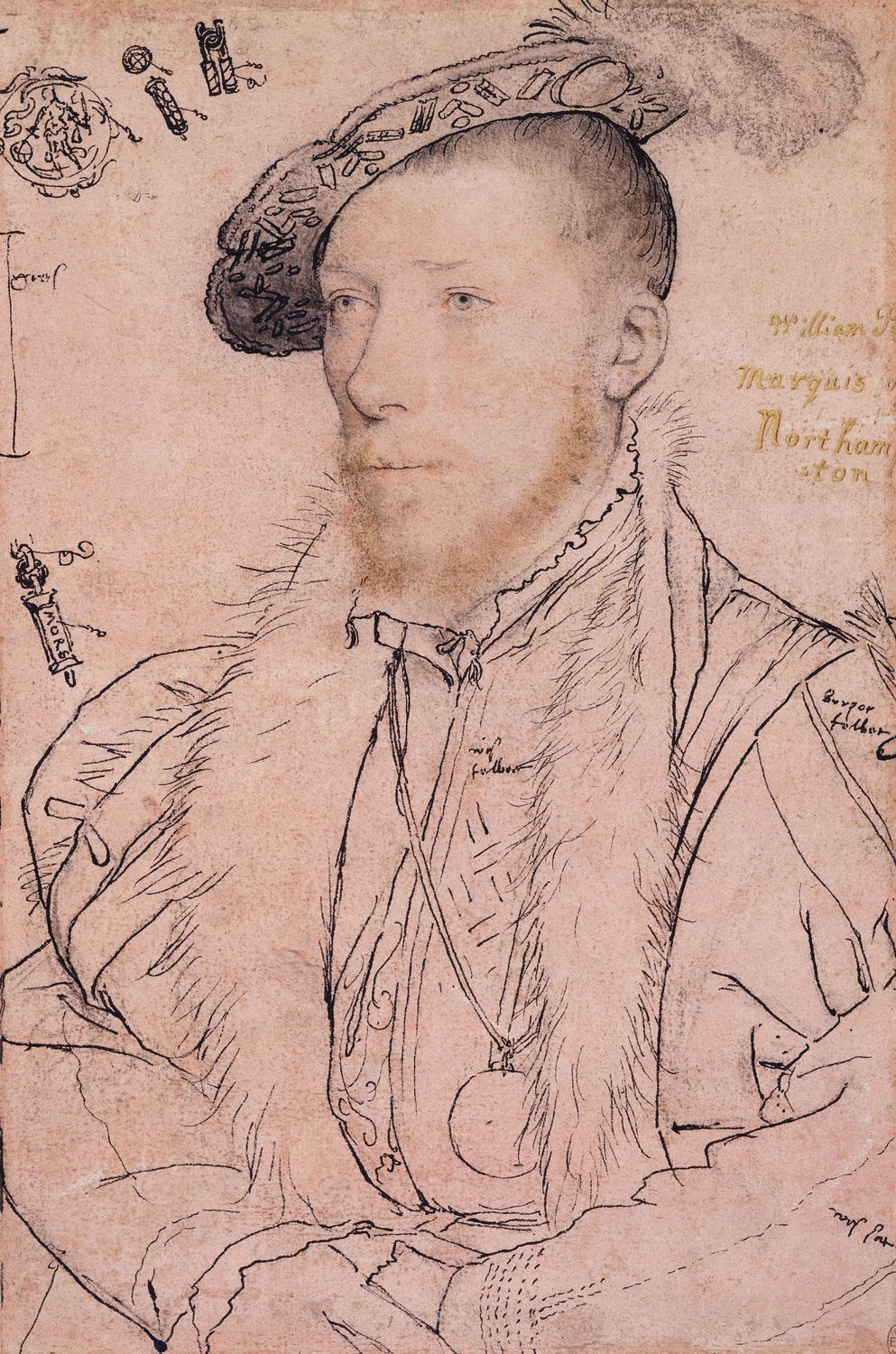
William Parr.
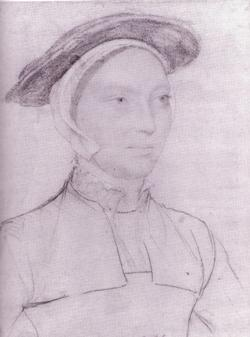
Anne Parr, contessa di Pembroke.

## Ascendenza
|                   |                 |                     | Genitori              |  |  | Nonni |  |  | Bisnonni     |  |  | Trisnonni     |  |
|                   |                 |                     |                       |  |  |       |  |  | Thomas Green |  |  | Thomas Greene |  |
|                   |                 |                     |                       |  |  |       |  |  | Thomas Green |  |  | Thomas Greene |  |
|                   |                 | Mary Talbot         |                       |  |  |       |  |  | Thomas Green |  |  |               |  |
| Thomas Greene     |                 |                     |                       |  |  |       |  |  | Thomas Green |  |  |               |  |
|                   |                 | Philippa de Ferrers | Robert de Ferrers     |  |  |       |  |  |              |  |  |               |  |
|                   |                 | Philippa de Ferrers | Robert de Ferrers     |  |  |       |  |  |              |  |  |               |  |
|                   |                 | Philippa de Ferrers | Margaret le Despenser |  |  |       |  |  |              |  |  |               |  |
| Thomas Green      |                 | Philippa de Ferrers |                       |  |  |       |  |  |              |  |  |               |  |
|                   |                 | John Throckmorton   | Thomas Throckmorton   |  |  |       |  |  |              |  |  |               |  |
|                   |                 | John Throckmorton   | Thomas Throckmorton   |  |  |       |  |  |              |  |  |               |  |
|                   |                 | John Throckmorton   | Agnes Besford         |  |  |       |  |  |              |  |  |               |  |
| Maud Throckmorton |                 | John Throckmorton   |                       |  |  |       |  |  |              |  |  |               |  |
|                   |                 | Eleanor de la Spine | …                     |  |  |       |  |  |              |  |  |               |  |
|                   |                 | Eleanor de la Spine | …                     |  |  |       |  |  |              |  |  |               |  |
|                   |                 | Eleanor de la Spine | …                     |  |  |       |  |  |              |  |  |               |  |
| Maud Green        |                 | Eleanor de la Spine |                       |  |  |       |  |  |              |  |  |               |  |
|                   | William Fogge ? | Thomas Fogge        |                       |  |  |       |  |  |              |  |  |               |  |
|                   | William Fogge ? | Thomas Fogge        |                       |  |  |       |  |  |              |  |  |               |  |
|                   | William Fogge ? | Joan de Valance     |                       |  |  |       |  |  |              |  |  |               |  |
| John Fogge        | William Fogge ? |                     |                       |  |  |       |  |  |              |  |  |               |  |
|                   |                 | …                   | …                     |  |  |       |  |  |              |  |  |               |  |
|                   |                 | …                   | …                     |  |  |       |  |  |              |  |  |               |  |
|                   |                 | …                   | …                     |  |  |       |  |  |              |  |  |               |  |
| Joan Fogge        |                 | …                   |                       |  |  |       |  |  |              |  |  |               |  |
|                   |                 | William Haute       | Nicholas Haute        |  |  |       |  |  |              |  |  |               |  |
|                   |                 | William Haute       | Nicholas Haute        |  |  |       |  |  |              |  |  |               |  |
|                   |                 | William Haute       | Alice                 |  |  |       |  |  |              |  |  |               |  |
| Alice Haute       |                 | William Haute       |                       |  |  |       |  |  |              |  |  |               |  |
|                   |                 | Joan Wydevillle     | Richard Wydeville     |  |  |       |  |  |              |  |  |               |  |
|                   |                 | Joan Wydevillle     | Richard Wydeville     |  |  |       |  |  |              |  |  |               |  |
|                   |                 | Joan Wydevillle     | Joan Bittelsgate      |  |  |       |  |  |              |  |  |               |  |
|                   |                 | Joan Wydevillle     |                       |  |  |       |  |  |              |  |  |               |  |

## Morte
Maud morì il 1º dicembre 1531 e fu sepolta nella chiesa di Sant'Anna, nel quartiere di Blackfriars, a Londra, in Inghilterra, accanto al marito. Lasciò in eredità alla figlia Caterina un ciondolo con cifrario decorato con gioielli a forma di "M", descritto come "un eme di diamanti con tre perle" e altri pezzi tra cui una tavoletta o un medaglione con le immagini del re e della regina. 